# グレッグ・ヘンダーソン
グレゴリー・ヘンダーソン（Gregory Henderson、1976年9月10日 - ）は、ニュージーランド・ダニーデン出身の自転車競技選手。

## 経歴
当初はトラックレースで実績を挙げていたが、T-モバイルに移籍後、ロードレース主体の活動へとシフトした。
2002年
- コモンウェルスゲームズ・ポイントレースで優勝。

2003年
- 世界選手権・マディソン 2位

2004年
- トラックレース世界選手権・スクラッチを制した。

2005年
- 世界選手権・マディソン2位。
- ツール・ド・ジョージアポイント賞獲得。

2006年
- フィラデルフィア・インターナショナル・チャンピオンシップ優勝。

2007年、T-モバイル（現 チーム・HTC - コロンビア）に移籍。
2009年
- ブエルタ・ア・エスパーニャ第3ステージを制覇、総合123位。
- カタルーニャ一周区間1勝(第7)。

2010年、チーム・スカイに移籍。
- ツアー・ダウンアンダー総合3位。
- パリ〜ニース区間1勝(第1)。

2011年
- パリ〜ニース区間1勝(第2)。

2012年、ロット・ベリソルに移籍。